# Copenhagen Towers 2017
Questa voce raccoglie le informazioni riguardanti i Copenhagen Towers nelle competizioni ufficiali della stagione 2017.

## Nationalligaen 2017

### Stagione regolare
| Nærum 9 aprile 2017, ore 14:00 1ª giornata | Søllerød Gold Diggers | 30 – 26 referto | Copenhagen Towers | Rundforbi Stadion |

| Gentofte 15 aprile 2017, ore 14:00 2ª giornata | Copenhagen Towers | 54 – 6 referto | Herlev Rebels | Gentofte Sportspark |

| Aalborg 29 aprile 2017, ore 14:00 3ª giornata | AaB 89ers | 0 – 40 referto | Copenhagen Towers | Aab´s anlæg |

| Copenaghen 4 giugno 2017, ore 14:00 8ª giornata | Copenhagen Tomahawks | 12 – 58 referto | Copenhagen Towers | Valby Idrætspark |

| Gentofte 10 giugno 2017, ore 14:00 9ª giornata | Copenhagen Towers | 50 – 6 referto | AaB 89ers | Gentofte Sportspark |

| Gentofte 18 giugno 2017, ore 14:00 10ª giornata | Copenhagen Towers | 33 – 7 referto | Triangle Razorbacks | Gentofte Sportspark |

| Gentofte 25 giugno 2017, ore 14:00 11ª giornata | Copenhagen Towers | 34 – 0 referto | Amager Demons | Gentofte Sportspark |

| Viby J 19 agosto 2017, ore 14:00 12ª giornata | Aarhus Tigers | 8 – 14 referto | Copenhagen Towers | Bøgeskov Idrætsanlæg |

| 25 agosto 2017, ore 19:00 12ª giornata | Copenhagen Towers | 48 – 18 | Søllerød Gold Diggers |  |

| 9 settembre 2017, ore 17:00 15ª giornata | Triangle Razorbacks | 13 – 42 | Copenhagen Towers |  |

### Playoff
| Gentofte 23 settembre 2017, ore 14:00 Semifinale | Copenhagen Towers | 62 – 12 referto | Aarhus Tigers | Gentofte Sportspark |

| Slagelse 7 ottobre 2017, ore 16:00 Mermaid Bowl | Copenhagen Towers | 20 – 7 referto | Søllerød Gold Diggers | Harboe Arena Slagelse |

## IFAF Northern European Football League 2017

### Stagione regolare
| 1º aprile 2017, ore 13:00 1ª giornata | Copenhagen Towers | 8 – 25 | Carlstad Crusaders |  |

| 22 aprile 2017 2ª giornata | London Warriors | 29 – 26 (0-6 7-8 7-6 15-6) | Copenhagen Towers |  |

## Statistiche di squadra
| Competizione         | %Vittorie | In casa | In casa | In casa | In casa | In casa | In casa | In trasferta | In trasferta | In trasferta | In trasferta | In trasferta | In trasferta | Totale | Totale | Totale | Totale | Totale | Totale |
| Competizione         | %Vittorie | G       | V       | N       | P       | Pf      | Ps      | G            | V            | N            | P            | Pf           | Ps           | G      | V      | N      | P      | Pf     | Ps     |
| -------------------- | --------- | ------- | ------- | ------- | ------- | ------- | ------- | ------------ | ------------ | ------------ | ------------ | ------------ | ------------ | ------ | ------ | ------ | ------ | ------ | ------ |
| NL Stagione regolare | .900      | 5       | 5       | 0       | 0       | 219     | 37      | 5            | 4            | 0            | 1            | 180          | 63           | 10     | 9      | 0      | 1      | 399    | 100    |
| NL Playoff           | 1.000     | 2       | 2       | 0       | 0       | 82      | 19      | 0            | 0            | 0            | 0            | 0            | 0            | 2      | 2      | 0      | 0      | 82     | 19     |
| NEFL                 | .000      | 1       | 0       | 0       | 1       | 8       | 25      | 1            | 0            | 0            | 1            | 26           | 29           | 2      | 0      | 0      | 2      | 34     | 54     |
| Totale               | .786      | 8       | 7       | 0       | 1       | 309     | 81      | 6            | 4            | 0            | 2            | 206          | 92           | 14     | 11     | 0      | 3      | 515    | 173    |